# Jan Blok (acteur)
Johannes Bernardus (Jan) Blok (Amsterdam, 21 juli 1894 - aldaar, 4 januari 1964) was een Nederlands acteur. 

## Filmografie
- De Jantjes (1934)
- De kribbebijter (1935)
- De familie van mijn vrouw (1935)
- Op stap (1935, niet op aftiteling)
- Drie weken huisknecht (1944)
- Een koninkrijk voor een huis (1949)
- De gebroken kruik (1958)
- De zaak M.P. (1960)
- Kermis in de Regen (1962, niet op aftiteling)
- De vergeten medeminnaar (1963)
- Een Midzomernachtsdoom (1963)

## Televisieseries
- Rikkel Nikkel de avonturen van een robot (1962)
- Arthur en Eva (1963)
- Herrie om Harrie (1964)